# Villanueva del Rosario
Villanueva del Rosario é um município da Espanha na província de Málaga, comunidade autónoma da Andaluzia, de área 43,80 km² com população de 3361 habitantes (2004) e densidade populacional de 76,74 hab/km².

## Demografia
| Variação demográfica do município entre 1991 e 2004 | Variação demográfica do município entre 1991 e 2004 | Variação demográfica do município entre 1991 e 2004 | Variação demográfica do município entre 1991 e 2004 |
| --------------------------------------------------- | --------------------------------------------------- | --------------------------------------------------- | --------------------------------------------------- |
| 1991                                                | 1996                                                | 2001                                                | 2004                                                |
| 3177                                                | 3270                                                | 3422                                                | 3361                                                |